# サットン・フー

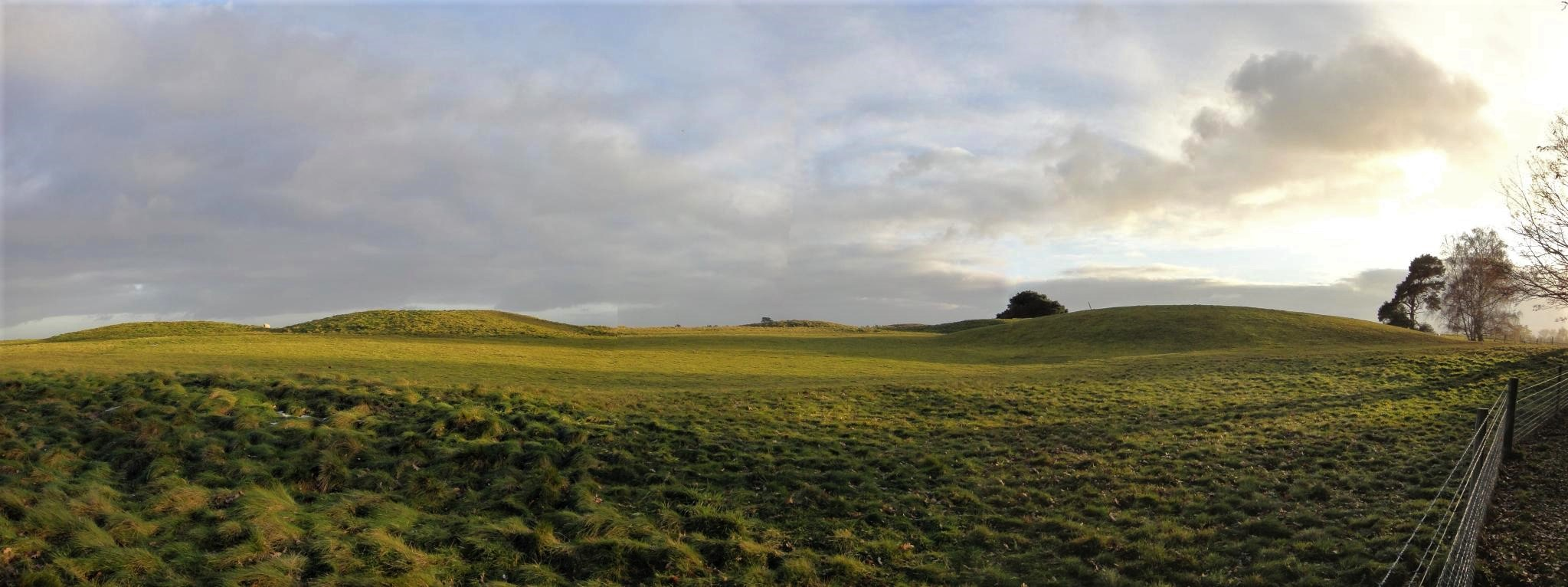
現地

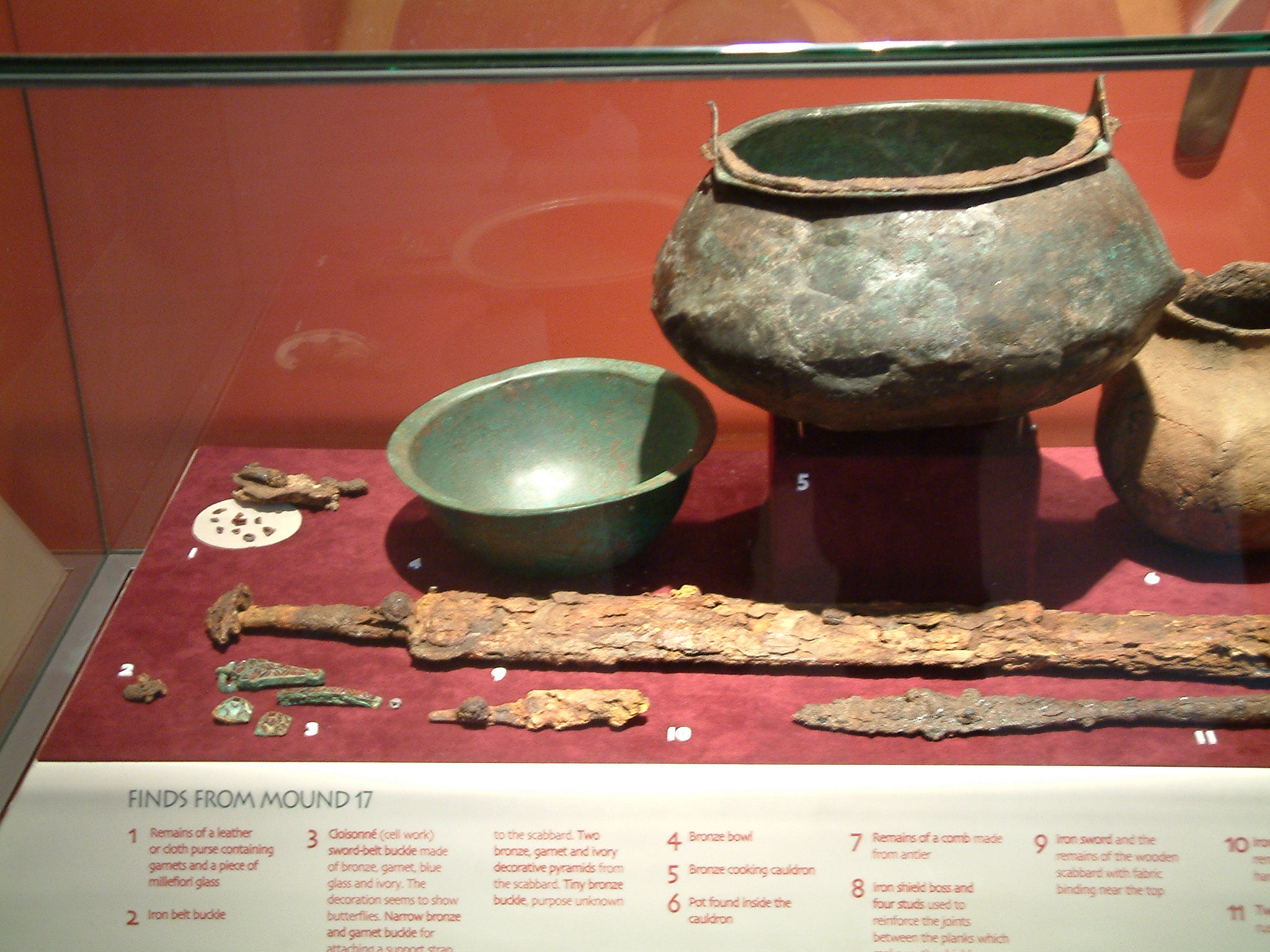
出土品

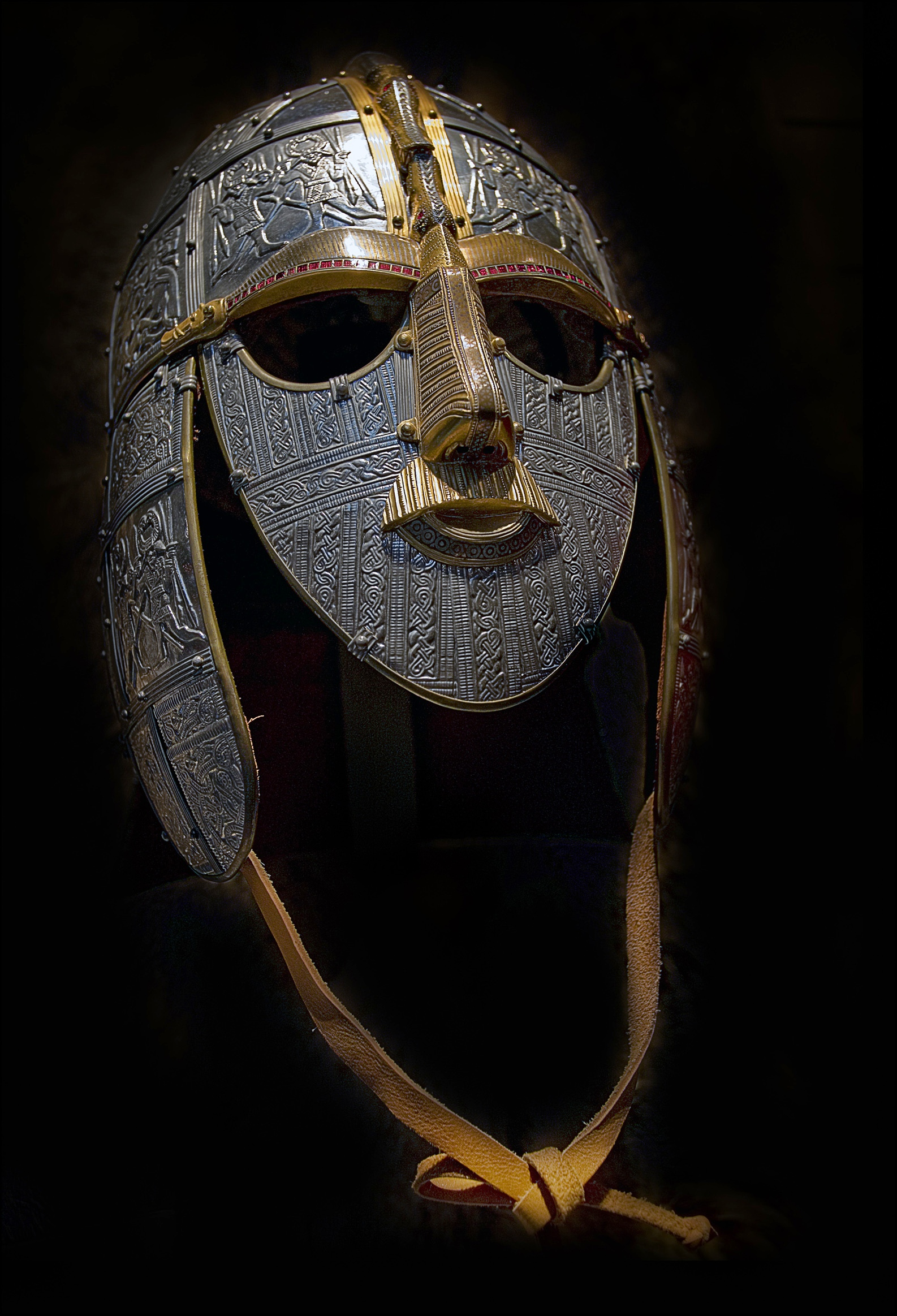

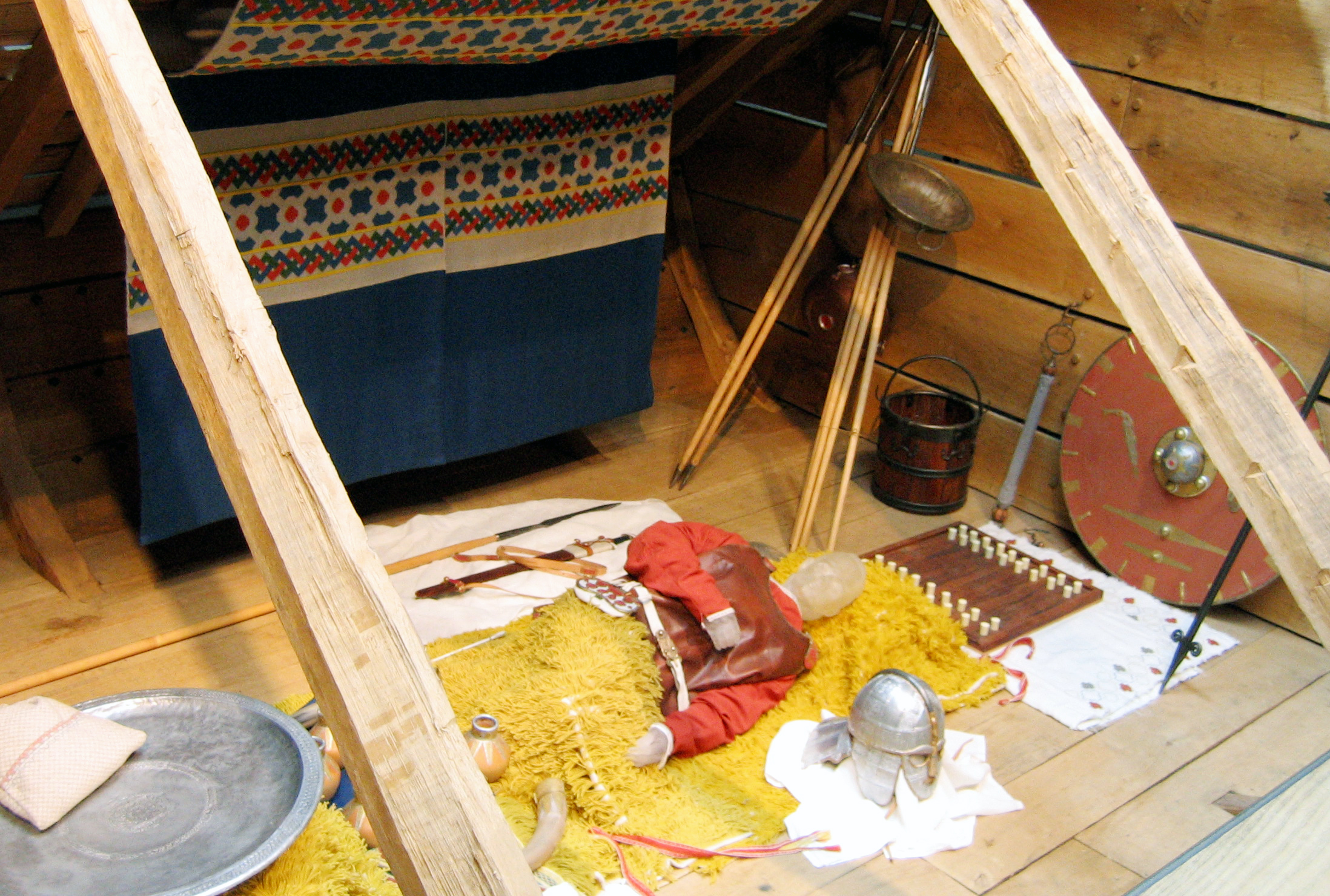
サットン・フーで発見された墓の復元レプリカ

サットン・フー（Sutton Hoo）はイングランド東部イースト・アングリアのサフォーク州ウッドブリッジ近くで発見された7世紀アングロサクソン時代の船葬墓。1939年に発掘され、豊かな副葬品が出土した。中世初期のイングランドを知るうえで極めて重要な考古学的資料で、最も著名なイギリスの考古遺跡のひとつである。
発掘者は考古学者のバジル・ブラウン。

## 概要
サットン・フーはデベン川左岸の絶壁上にあり、海から7マイル(約11ｋｍ)離れている。一帯は中世イースト・アングリア王国の墓地となっており、多数の古墳が散在している。そのうち1号墓地と呼ばれる地域から出土した船葬墓が、特にサットン・フーと呼ばれている。
この土地の所有者だったエディス・プリティが敷地の塚群に興味を持ち、アマチュア発掘家バジル・ブラウンによって発掘が行われた。出土した多数の副葬品は現在、ロンドンの大英博物館に展示されており、豪華な金銀の装飾品や武具、武器などがある。また西暦625年の銘をもつ金貨が出土していることから年代も絞られ、624年に死去したイースト・アングリア王レドワルド（英:Rædwald）の墓ではないかと推定されている。墓域は1998年からナショナル・トラストが管理している。

## 関連作品
- 『時の面影』（2021年、サイモン・ストーン監督） - サットン・フーの発掘を描いた映画[1]